# 97.ª Brigada Mixta (Ejército Popular de la República)
La 97.ª Brigada Mixta fue una unidad del Ejército Popular de la República que tomó parte en la Guerra Civil Española. Durante la mayor parte de la contienda estuvo desplegada en el frente de Teruel, tomando parte en numerosas operaciones.

## Historial
La unidad fue creada en junio de 1937 en la comarca de Cartagena a partir de reemplazos de entre 1932, 1933, 1934 y 1935. Para la jefatura de la unidad fue nombrado el teniente coronel Salvador Revuelta Mustienses, con el capitán de infantería Carlos Ruiz García-Quijada como jefe de Estado Mayor.
La 97 BM.ª sería asignada a la 24.ª División, siendo envidada desde Almería al frente de Teruel como unidad de refuerzo. Quedó situada en el cruce de carretera de Teruel a Albarracín con la carretera de Cuenca a Albarracín. Llegó a intervenir en la llamada 3.ª batalla de Teruel, entre 4 y 21 de agosto, si bien se limitó a realizar movimientos tácticos sin llegar a tomar parte en los combates. El 27 de agosto la 97.ª BM lanzó un asalto para intentar reconquistar Villastar y Fuente Artesa, que se saldó con un fracaso. Con posterioridad hubo un cambio en los mandos de la unidad y esta pasó a depender de la 41.ª División del XIX Cuerpo de Ejército.
En diciembre de 1937 tomó parte en la batalla de Teruel, si bien las operaciones iniciales de la 97.ª Brigada no tuvieron un buen comienzo. El 30 de diciembre, ante el contraataque franquista, perdió el «Pico del Zorro», sufriendo además las nevadas y bajas temperaturas que causaron enfermedades y bajas por congelación. Tras el final de las operaciones en Teruel la brigada pasó a formar parte de la 40.ª División del XIX Cuerpo de Ejército. No volvería a tomar parte en operaciones militares de relevancia.
Estuvo agregada brevemente a la 5.ª División, pasando posteriormente a la 64.ª División. A comienzos de enero de 1939 la brigada enviada al frente de Extremadura, para participar en la batalla de Peñarroya, si bien solo realizó alguna acción menor y permaneció en reserva durante la mayor parte de la batalla.

## Mandos
Comandantes
- Teniente coronel de infantería Salvador Revuelta Mustienses;
- Mayor de milicias Luis Guillén Feito;
- Mayor de milicias Sergio Granda González;

Comisarios
- Ricardo Calvache Guzmán, del PSOE;

Jefes de Estado Mayor
- capitán de infantería Carlos Ruiz García-Quijada;
- capitán de milicias Antonio Montava Chinchilla;